# سام ادواردز (فیزیکدان)
سام ادواردز (انگلیسی: Sam Edwards؛ زاده ۱ فوریهٔ ۱۹۲۸) یک فیزیک‌دان اهل بریتانیا بود.
وی همچنین برنده جوایزی همچون مدال پادشاهی و در سال ۱۹۹۵ برنده مدال بولتزمن شده‌است.